# 小早川
小早川（こばやかわ）は日本の姓である。この姓を持つ著名人は次のとおりである。
- 小早川隆景（1533–1597）、日本の侍、大名
- 小早川毅彦（1961年生）、日本の野球選手
- 小早川秀秋（1577–1602）、日本の大名
- 小早川秀包（1566–1601）、日本の侍

## 架空の人物
- 小早川杏、連載漫画『ワールドトリガー』の登場人物
- サッチョウ＝コバヤカワ、連載漫画『ハンター×ハンター』の登場人物
- 小早川瀬那、連載漫画『アイシールド21』の主人公
- 小早川美幸、連載漫画『逮捕しちゃうぞ』の主人公
- 小早川ゆたか、連載漫画『らき☆すた』の登場人物
- 小早川紗枝、ソーシャルゲーム「アイドルマスターシンデレラガールズ」の登場キャラクター

## その他
- 小早川 (カードゲーム) - オインクゲームズによるカードゲーム。